# ساعة نواس

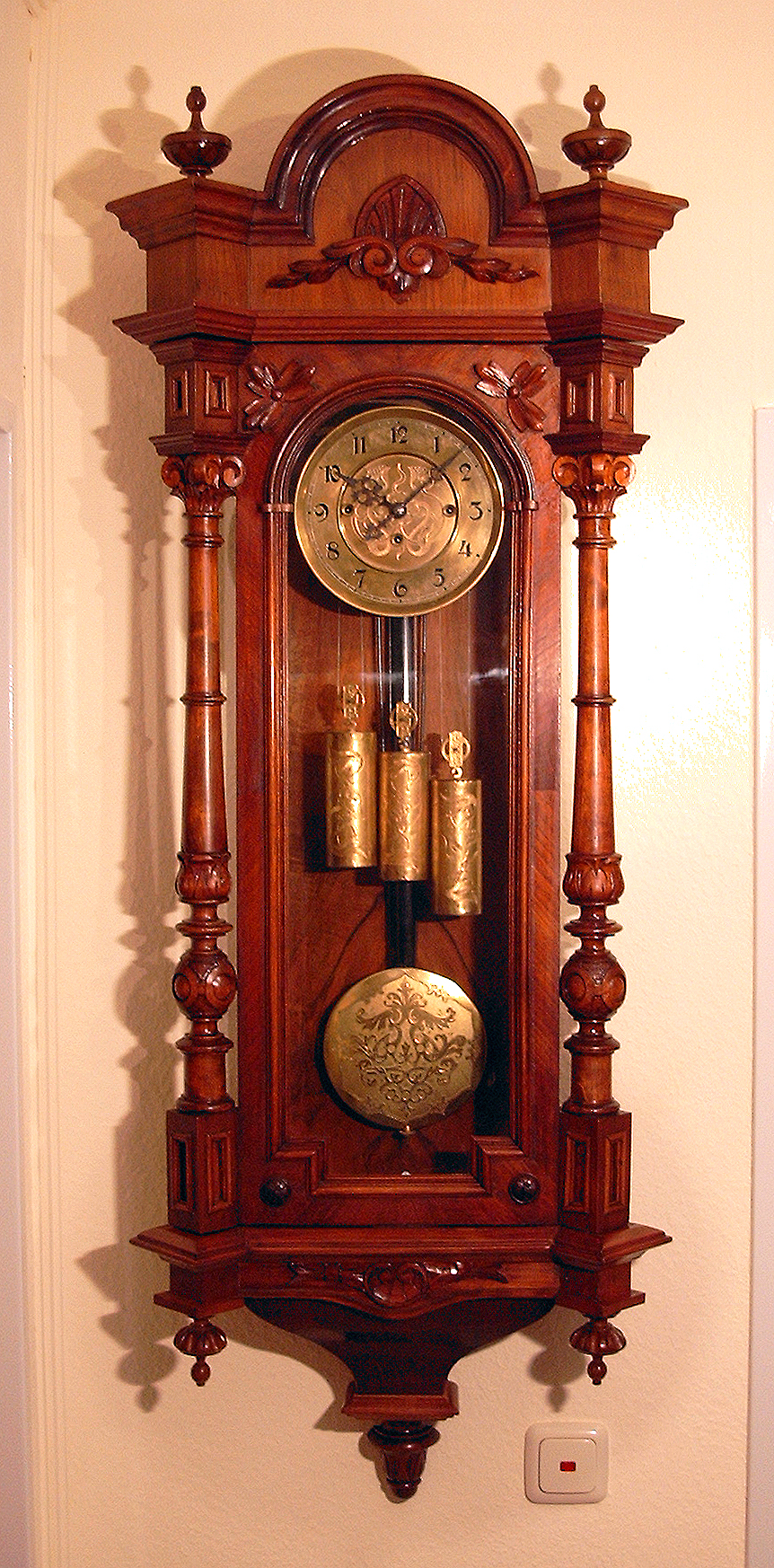
ساعة نواس معلقة على جدار أحد المنازل كشكل تزيني.

ساعة النُّوَاس أو ساعة الرقاص هي ساعة بها نواس يَتَرَجَّح ليُقَدَّر الزمن من خلال تلك الأرجحة. ميزة استخدام النواس في قياس الوقت هي اعتماده على تقنية الاهتزاز التوافقي، فهو يَتَرَجَّح في اتجاهين في زمن محدد وفقاً لطول النواس. منذ اختراعه عام 1656 بواسطة الفيزيائي الهولندي كريستيان هويغنس حتى ثلاثينيات القرن العشرين، كانت ساعة النواس أكثر الساعات شيوعًا. يجب أن تظل ساعات النواس ثابتة، فهي تتأثر بأي حركة أو تسارع. تستخدم ساعات النواس الآن ككماليات في تزين المنازل.